# Alexandre Villaplane
Alexandre Eugène Villaplane (Algeri, 24 dicembre 1904 – Arcueil, 27 dicembre 1944) è stato un calciatore e criminale francese, di ruolo centrocampista.

## Biografia

### Carriera sportiva

#### Club
In carriera, Villaplane giocò per il FC Sète, il Nîmes Olympique, il Racing Club de France, il FC Antibes e il Nizza ed infine  con l'Hispano-Bastidienne, dove militò sino al suo arresto.

#### Nazionale
Con la Nazionale francese disputò il Mondiale 1930, indossando frattanto la fascia di capitano.

### Dopo il ritiro
La sua carriera di calciatore si chiuse bruscamente nel 1935 quando giocava nel Hispano-Bastidienne, all'epoca squadra di seconda divisione francese. Infatti, fu rinchiuso in carcere per il suo coinvolgimento in uno scandalo riguardo corse di cavalli.
In seguito, trascorre vari periodi in carcere per le numerose attività criminali.
Nell'agosto 1940, quando si trovava nella prigione di Fresnes, venne selezionato dal collaborazionista Henri Lafont per entrare nella sua Dienststelle, una delle tante agenzie di acquisti nate per sfruttare l'economia francese a favore della causa nazista, emanazione prima dell'Abwehr tedesca e successivamente della Gestapo.
Con il proseguimento della seconda guerra mondiale e dell'occupazione tedesca della Francia, divenne uno dei leader delle Brigate Nord Africane, un'organizzazione criminale composta da immigrati nordafricani, che collaborava con i nazisti attraverso attività di anti-resistenza. Il suo carattere fiero gli valse il soprannome di "SS Maometto".
Fu condannato a morte il 1º dicembre 1944 per il suo coinvolgimento diretto in almeno 10 omicidi. Fu fucilato il 27 dicembre dello stesso anno ad Arcueil.